# Vagão schnabel

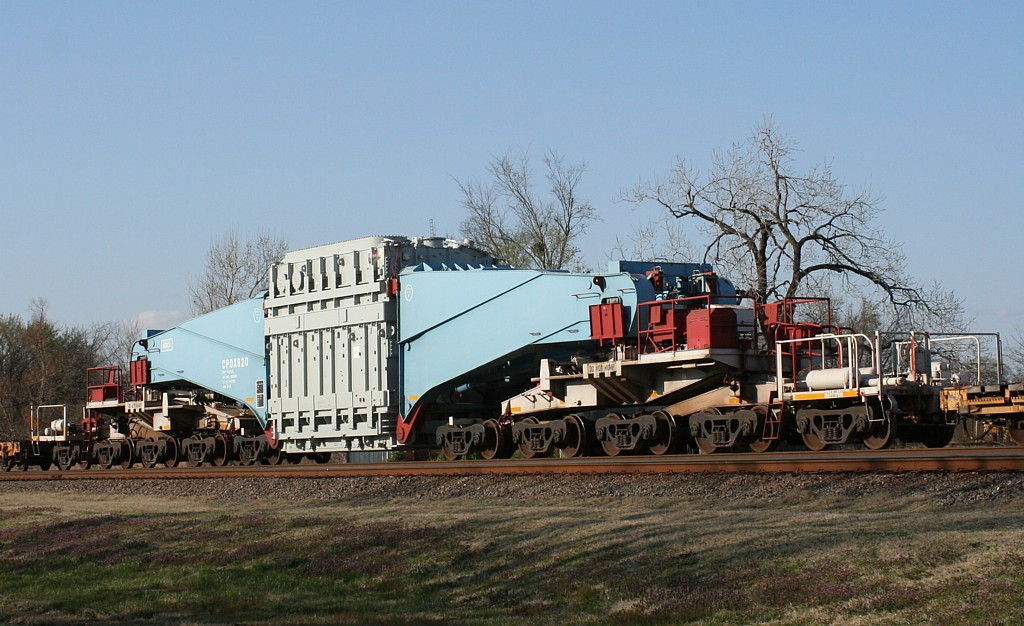
Um vagão Schnabel carregando um transformador elétrico a serviço da Consumers Power Company carro com um transformador elétrico no Texas em 2008

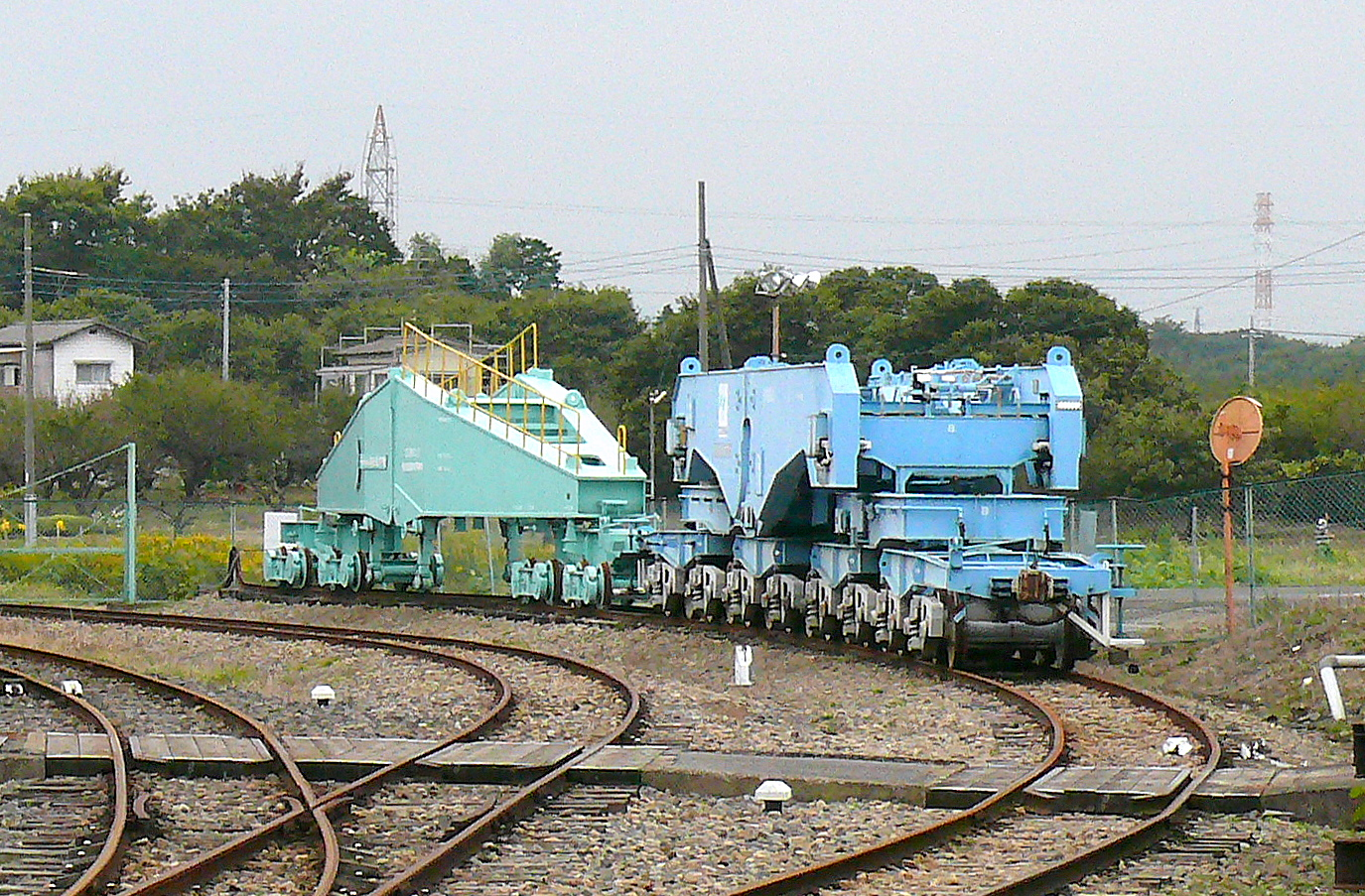
Dois vagões Schnabel sem cargas no Japão

Um vagão Schnabel é um tipo especializado de vagão ferroviário. Ele é projetado para transportar pesadas e cargas muito grandes, de tal forma que a carga se torna parte do carro. A carga é suspensa entre as duas extremidades dos vagões pelos ramos levantados - esses ramos estão conectados por um conjunto de reforços que distribuem o peso da carga sobre um grande número de rodas.
Quando um vagão Schnabel está vazio, os dois braços suspensores são conectados e o vagão pode normalmente operar em condições normais de velocidade para trens de carga. Alguns vagões Schnabel incluem um equipamento hidráulico que tanto levanta ou desloca horizontalmente a carga durante o transporte (em velocidades muito baixas) para limpar obstruções ao longo da percurso. Em 2012, havia 31 vagões Schnabel operacionais na Europa, 30 na América do Norte, 25, na Ásia e um na Austrália.

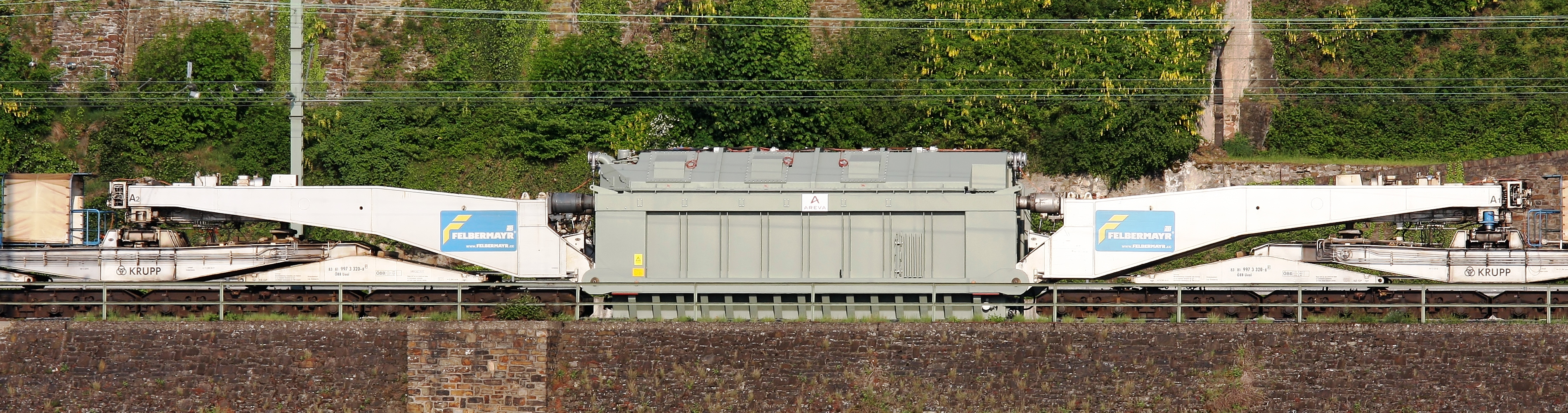
Vagão Schnabel carregando um um transformador elétrico, próximo a Koblenz, em maio de 2009

O maior vagão Schnabel em operação numa ferrovia pública, com o número de registro WECX 801, foi completada em 2012 pela Kasgro Railcar para a Westinghouse e é usada na América do Norte para transportar principalmente cubas de contenção de reatores. Possui 36 eixos (18 para cada parte). As duas partes contêm nove truques  que são conectados por um sistema complexo. Sua tara (peso sem carga) é 362,5 toneladas e possui um limite de carga de 923,4 toneladas para um peso máximo combinado de 1285,9 toneladas. A velocidade máxima de operação está limitada a 25 milhas por hora (40 km/h) quando vazia, mas fica restrita a somente 15 milhas por hora (25 km/h) quando carregada, com uma tripulação de seis pessoas além da tripulação do trem.
A palavra Schnabel vem do alemão Tragschnabelwagen, que significa "vagão em formato de bico carregador", devido à forma cônica dos braços levantadores, assemelhando-se a um bico de pássaro .
Na Segunda Guerra Mundial, as forças da Wehrmacht usaram vagões Schnabel para o transporte de armamento pesado (Karl-Gerät com calibre de 54 cm e 60 cm).

## Patente

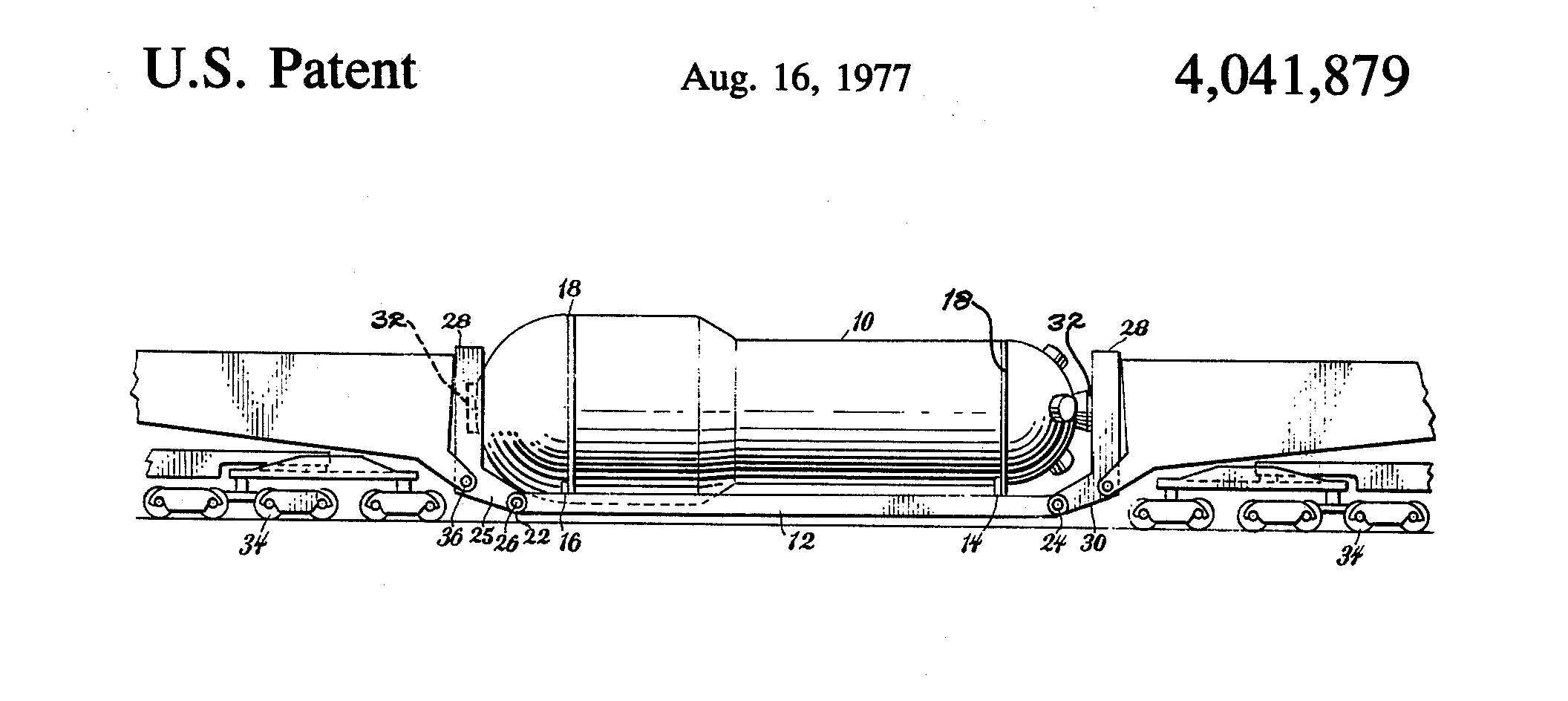
Imagem da patente americana

O design do vagão Schnabel está descrito pela patente americana #NOS 4041879 UM, arquivada em 1 de dezembro de 1975, emitido para Charles R. Cockrell, com Combustion Engineering, Inc. como cessionária.